# بليسرفيل
بلاسيرفيلي (بالإنجليزية: Placerville)‏ هي إحدى مدن مقاطعة إل دورادو، كاليفورنيا. تم إعطاءها لقب مدينة في 13 مايو، 1854.

## التركيبة السكانية
حدّد مكتب تعداد الولايات المتحدة بيانات التركيبة السكانية لبليسرفيل في تعداد الولايات المتحدة. في ما يلي، التركيبة السكانية حسب تعدادي 2000 و2010.

### تعداد عام 2000
بلغ عدد سكان بليسرفيل 9,610 نسمة بحسب تعداد عام 2000، وبلغ عدد الأسر 4,001 أسرة وعدد العائلات 2,486 عائلة مقيمة في المدينة. في حين سجلت الكثافة السكانية 635.2 نسمة لكل كيلومتر مربع (1,645.2/ميل2). وبلغ عدد الوحدات السكنية 4,242 وحدة بمتوسط كثافة قدره 280.4 لكل كيلومتر مربع (726.2/ميل2).
وتوزع التركيب العرقي للمدينة بنسبة 88.56% من البيض و0.23% من الأمريكيين الأفارقة و1.27% من الأمريكيين الأصليين و0.88% من الأمريكيين ذوي الأصول الآسيوية و0.12% من سكان جزر المحيط الهادئ و5.79% من الأعراق الأخرى و3.14% من عرقين مختلطين أو أكثر و12.61% من الهسبانيون أو اللاتينيون من أي عرق.
بلغ عدد الأسر 4,001 أسرة كانت نسبة 33.5% منها لديها أطفال تحت سن الثامنة عشر تعيش معهم، وبلغت نسبة الأزواج القاطنين مع بعضهم البعض 41.7% من أصل المجموع الكلي للأسر، ونسبة 15.9% من الأسر كان لديها معيلات من الإناث دون وجود شريك، بينما كانت نسبة 4.5% من الأسر لديها معيلون من الذكور دون وجود شريكة وكانت نسبة 37.9% من غير العائلات. تألفت نسبة 31.2% من أصل جميع الأسر من عدة أفراد يعيشون في نفس المنزل ونسبة 14.3% كانت تتألف من شخص يعيش بمفرده يبلغ من العمر 65 عاماً أو أكثر. وبلغ متوسط حجم الأسرة المعيشية 2.34، أما متوسط حجم العائلات فبلغ 2.90.
بلغ العمر الوسطي للسكان 38.3 عاماً. وكانت نسبة 25.1% من القاطنين تحت سن الثامنة عشر، وكانت نسبة 8.7% بين الثامنة عشر والرابعة والعشرين عاماً، ونسبة 26% كانت واقعةً في الفئة العمرية ما بين الخامسة والعشرين والرابعة والأربعين عاماً، ونسبة 21.7% كانت ما بين الخامسة والأربعين والرابعة والستين، ونسبة 15.7% كانت ضمن فئة الخامسة والستين عاماً فما فوق. يوجد لكل 100 أنثى 86.2 ذكر، ويوجد لكل 100 أنثى في الثامنة عشر من عمرها فما فوق 80.4 ذكر.
بلغ متوسط دخل الأسرة في المدينة 36,454 دولارًا، أما متوسط دخل العائلة فبلغ 46,875 دولارًا. وكان متوسط دخل الذكور 36,711 دولارًا مقابل 28,095 دولارًا للإناث. وسجل دخل الفرد الخاص بالمدينة 19,151 دولارًا. وكانت نسبة 9.3% من العائلات ونسبة 12.1% من السكان تحت خط الفقر، وكان من هؤلاء نسبة 17.3% تحت سن الثامنة عشر ونسبة 4.3% في الخامسة والستين من العمر وما فوق.

### تعداد عام 2010
بلغ عدد سكان بليسرفيل 10,389 نسمة بحسب تعداد عام 2010، وبلغ عدد الأسر 4,129 أسرة وعدد العائلات 2,461 عائلة مقيمة في المدينة. في حين سجلت الكثافة السكانية 686.6 نسمة لكل كيلومتر مربع (1,778.3/ميل2). وبلغ عدد الوحدات السكنية 4,541 وحدة بمتوسط كثافة قدره 300.1 لكل كيلومتر مربع (777.3/ميل2).
وتوزع التركيب العرقي للمدينة بنسبة 83.90% من البيض و0.77% من الأمريكيين الأفارقة و1.56% من الأمريكيين الأصليين و0.94% من الأمريكيين ذوي الأصول الآسيوية و0.13% من سكان جزر المحيط الهادئ و8.35% من الأعراق الأخرى و4.36% من عرقين مختلطين أو أكثر و17.93% من الهسبانيون أو اللاتينيون من أي عرق.
بلغ عدد الأسر 4,129 أسرة كانت نسبة 30.4% منها لديها أطفال تحت سن الثامنة عشر تعيش معهم، وبلغت نسبة الأزواج القاطنين مع بعضهم البعض 38.9% من أصل المجموع الكلي للأسر، ونسبة 14.6% من الأسر كان لديها معيلات من الإناث دون وجود شريك، بينما كانت نسبة 6.1% من الأسر لديها معيلون من الذكور دون وجود شريكة وكانت نسبة 40.4% من غير العائلات. تألفت نسبة 31.6% من أصل جميع الأسر من عدة أفراد يعيشون في نفس المنزل ونسبة 14.5% كانت تتألف من شخص يعيش بمفرده يبلغ من العمر 65 عاماً أو أكثر. وبلغ متوسط حجم الأسرة المعيشية 2.37، أما متوسط حجم العائلات فبلغ 2.97.
بلغ العمر الوسطي للسكان 40.4 عاماً. وكانت نسبة 21.9% من القاطنين تحت سن الثامنة عشر، وكانت نسبة 9.4% بين الثامنة عشر والرابعة والعشرين عاماً، ونسبة 23.8% كانت واقعةً في الفئة العمرية ما بين الخامسة والعشرين والرابعة والأربعين عاماً، ونسبة 27.2% كانت ما بين الخامسة والأربعين والرابعة والستين، ونسبة 17.7% كانت ضمن فئة الخامسة والستين عاماً فما فوق. وتوزع التركيب الجنسي للسكان بنسبة 47.5% ذكور و52.5% إناث.

## المناخ
يظهر الجدول التالي التغييرات المناخية على مدار السنة لبليسرفيل:
| البيانات المناخية لـبليسرفيل                                  | البيانات المناخية لـبليسرفيل | البيانات المناخية لـبليسرفيل | البيانات المناخية لـبليسرفيل | البيانات المناخية لـبليسرفيل | البيانات المناخية لـبليسرفيل | البيانات المناخية لـبليسرفيل | البيانات المناخية لـبليسرفيل | البيانات المناخية لـبليسرفيل | البيانات المناخية لـبليسرفيل | البيانات المناخية لـبليسرفيل | البيانات المناخية لـبليسرفيل | البيانات المناخية لـبليسرفيل | البيانات المناخية لـبليسرفيل |
| الشهر                                                         | يناير                        | فبراير                       | مارس                         | أبريل                        | مايو                         | يونيو                        | يوليو                        | أغسطس                        | سبتمبر                       | أكتوبر                       | نوفمبر                       | ديسمبر                       | المعدل السنوي                |
| ------------------------------------------------------------- | ---------------------------- | ---------------------------- | ---------------------------- | ---------------------------- | ---------------------------- | ---------------------------- | ---------------------------- | ---------------------------- | ---------------------------- | ---------------------------- | ---------------------------- | ---------------------------- | ---------------------------- |
| الدرجة القصوى °ف (°م)                                         | 75 (24)                      | 78 (26)                      | 87 (31)                      | 92 (33)                      | 104 (40)                     | 109 (43)                     | 110 (43)                     | 109 (43)                     | 108 (42)                     | 100 (38)                     | 83 (28)                      | 76 (24)                      | 110 (43)                     |
| متوسط درجة الحرارة الكبرى °ف (°م)                             | 53.3 (11.8)                  | 56.9 (13.8)                  | 60.2 (15.7)                  | 66.3 (19.1)                  | 74.5 (23.6)                  | 83.7 (28.7)                  | 92.4 (33.6)                  | 91.3 (32.9)                  | 85.5 (29.7)                  | 74.8 (23.8)                  | 61.1 (16.2)                  | 53.9 (12.2)                  | 71.2 (21.8)                  |
| المتوسط اليومي °ف (°م)                                        | 42.8 (6.0)                   | 45.8 (7.7)                   | 48.8 (9.3)                   | 53.3 (11.8)                  | 60.3 (15.7)                  | 67.7 (19.8)                  | 74.8 (23.8)                  | 73.6 (23.1)                  | 68.5 (20.3)                  | 59.8 (15.4)                  | 49.0 (9.4)                   | 43.4 (6.3)                   | 57.3 (14.1)                  |
| متوسط درجة الحرارة الصغرى °ف (°م)                             | 32.4 (0.2)                   | 34.7 (1.5)                   | 37.4 (3.0)                   | 40.3 (4.6)                   | 46.0 (7.8)                   | 51.6 (10.9)                  | 56.8 (13.8)                  | 55.9 (13.3)                  | 51.5 (10.8)                  | 44.7 (7.1)                   | 37.1 (2.8)                   | 32.9 (0.5)                   | 43.4 (6.4)                   |
| أدنى درجة حرارة °ف (°م)                                       | 9 (−13)                      | 15 (−9)                      | 19 (−7)                      | 24 (−4)                      | 29 (−2)                      | 31 (−1)                      | 38 (3)                       | 37 (3)                       | 33 (1)                       | 23 (−5)                      | 21 (−6)                      | 8 (−13)                      | 8 (−13)                      |
| معدل هطول الأمطار إنش (مم)                                    | 7.05 (179)                   | 6.70 (170)                   | 5.85 (149)                   | 3.09 (78)                    | 1.52 (39)                    | 0.46 (12)                    | 0.08 (2.0)                   | 0.09 (2.3)                   | 0.56 (14)                    | 2.12 (54)                    | 4.52 (115)                   | 6.52 (166)                   | 38.56 (980.3)                |
| متوسط تساقط الثلوج إنش (سم)                                   | 1.2 (3.0)                    | 0.4 (1.0)                    | 0.4 (1.0)                    | 0.3 (0.76)                   | 0 (0)                        | 0 (0)                        | 0 (0)                        | 0 (0)                        | 0 (0)                        | 0 (0)                        | 0 (0)                        | 0.4 (1.0)                    | 2.7 (6.76)                   |
| متوسط الأيام الممطرة                                          | 10                           | 10                           | 10                           | 7                            | 4                            | 2                            | 0                            | 1                            | 1                            | 4                            | 7                            | 10                           | 66                           |
| المصدر: http://www.wrcc.dri.edu/cgi-bin/cliMAIN.pl?caplac+nca |                              |                              |                              |                              |                              |                              |                              |                              |                              |                              |                              |                              |                              |

## معرض صور

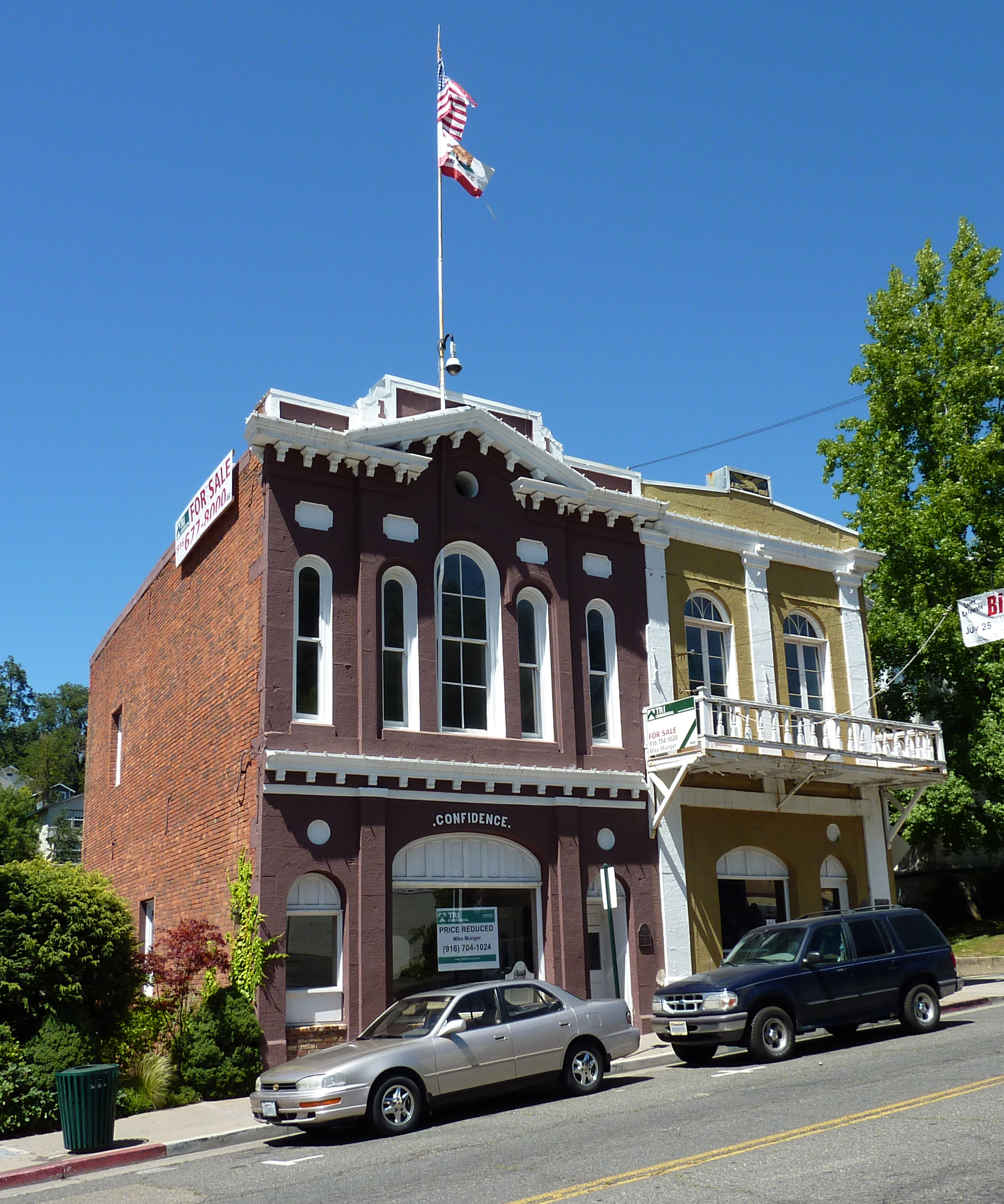
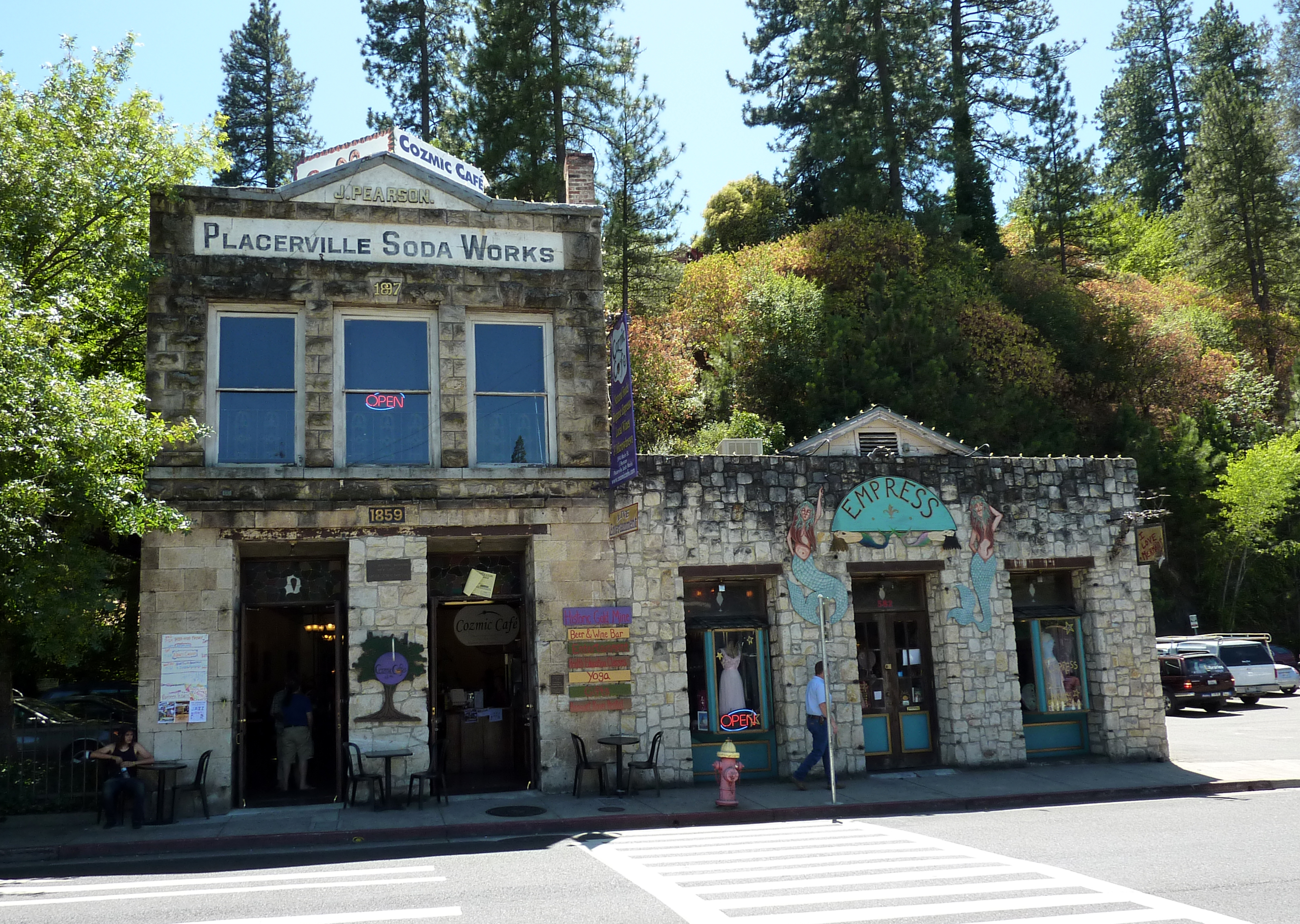
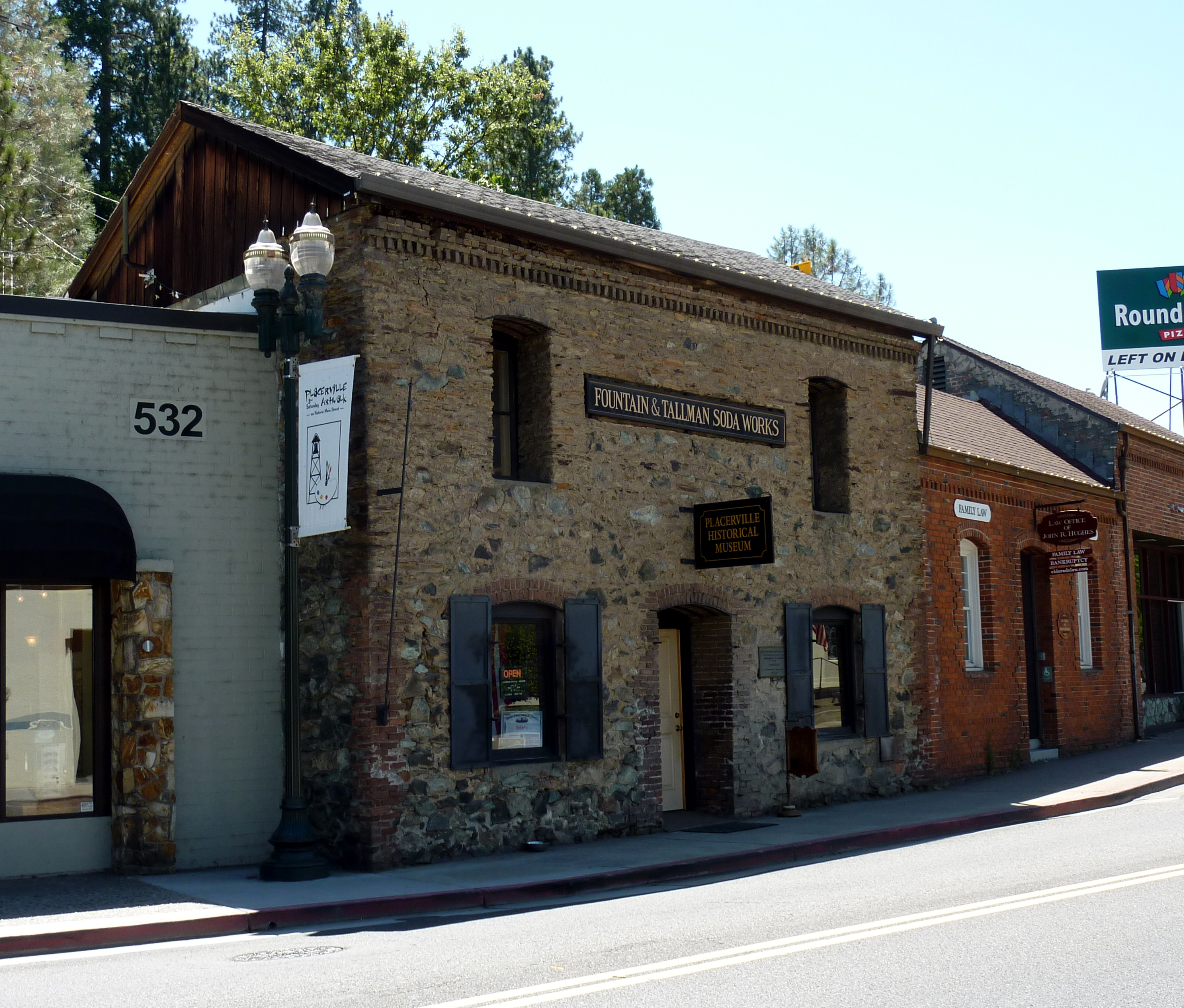
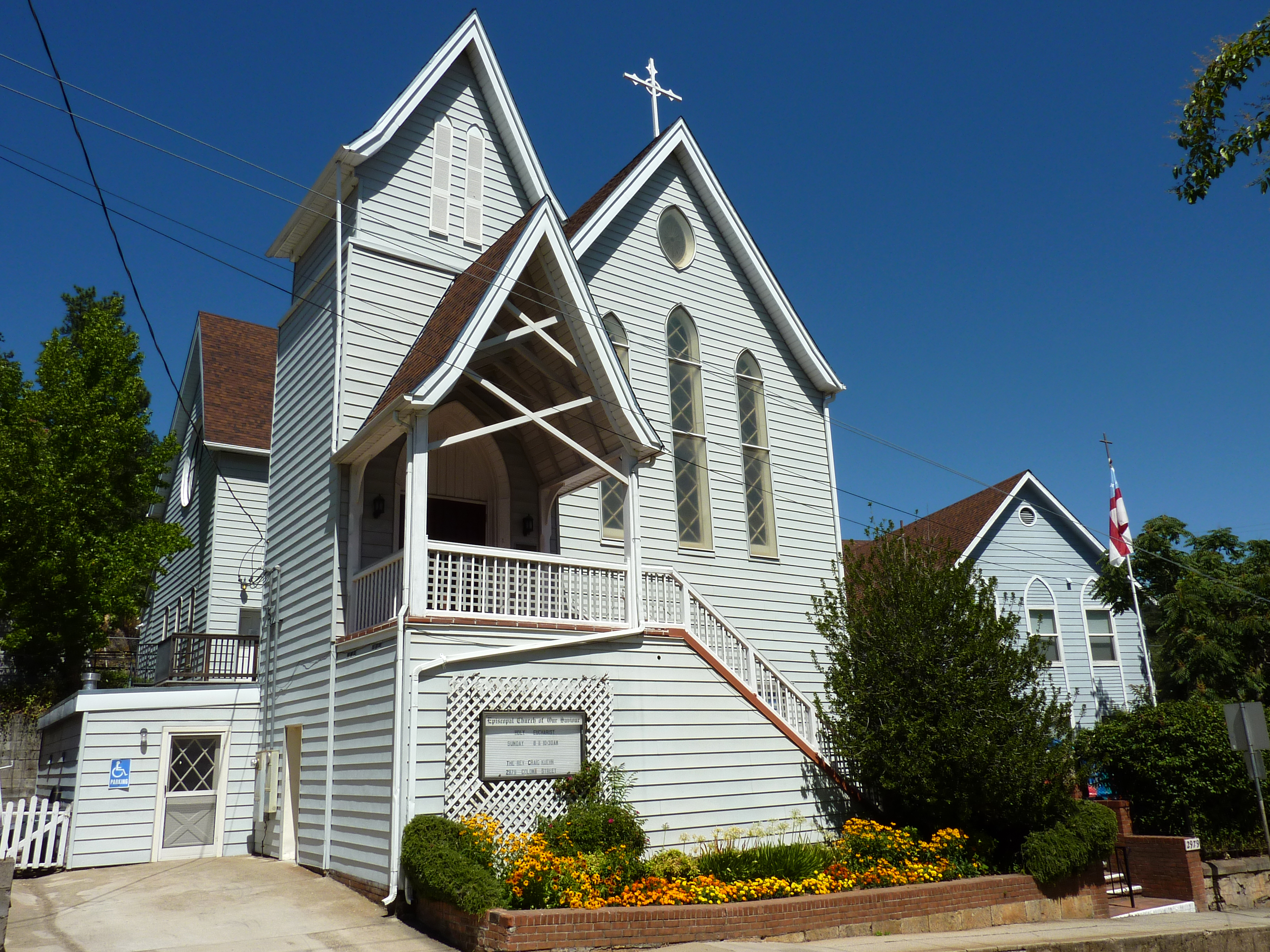
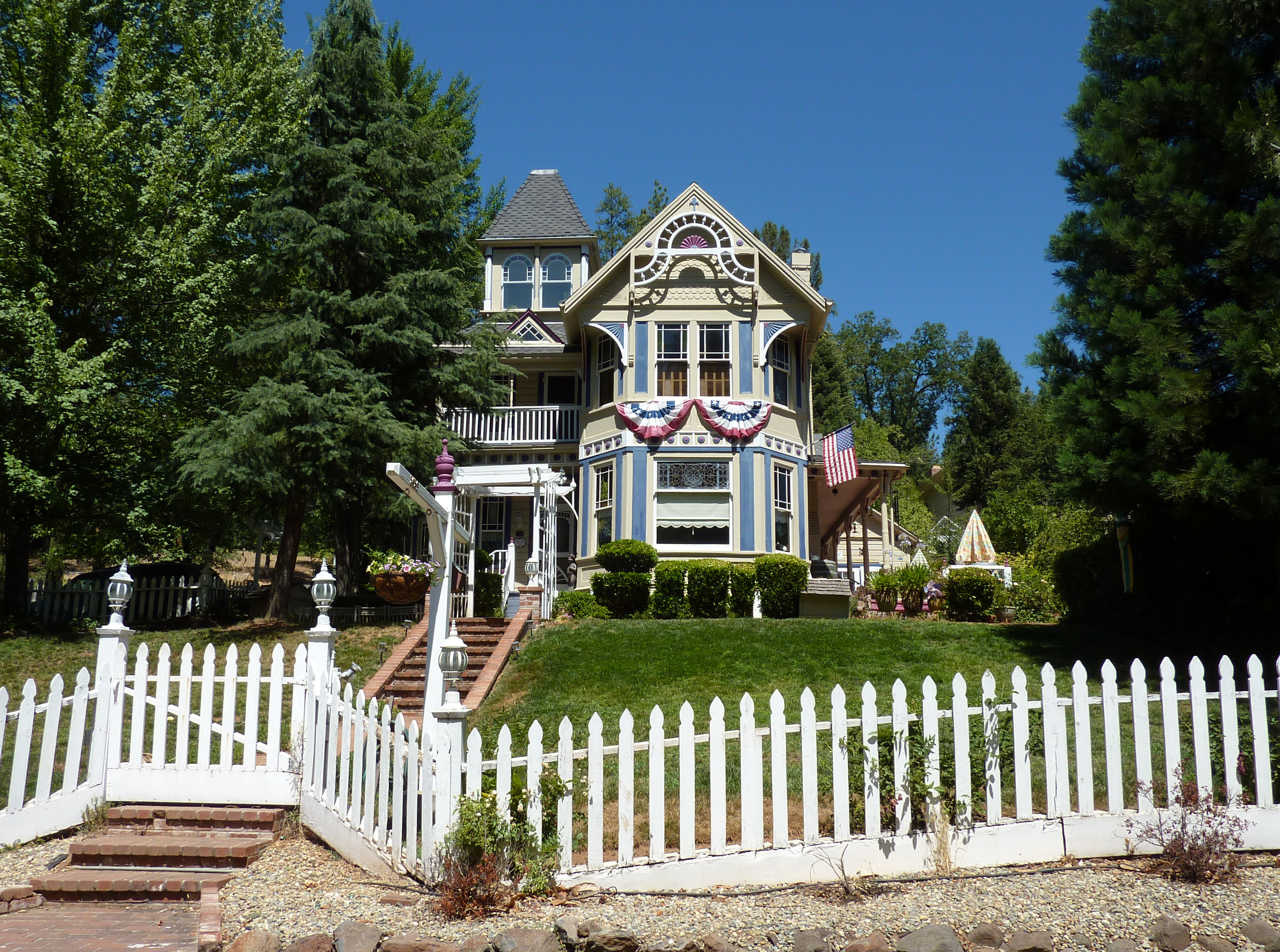

## أعلام
- جيري فريمان
- بيتي ماك
- راسيل كيرنز
- شاين بارنارد
- تريسي بيكر
- إليزابيث فلايشمان
- جورج هيرنانديز
- جيمس بلير
- دوغلاس م. ستون